# Johann Lemmerz
Johann Lemmerz (Königswinter, 10 gennaio 1878 – Königswinter, 2 agosto 1952) è stato un progettista e imprenditore tedesco, fondatore della Lemmerz-Werk GmbH.

## Biografia

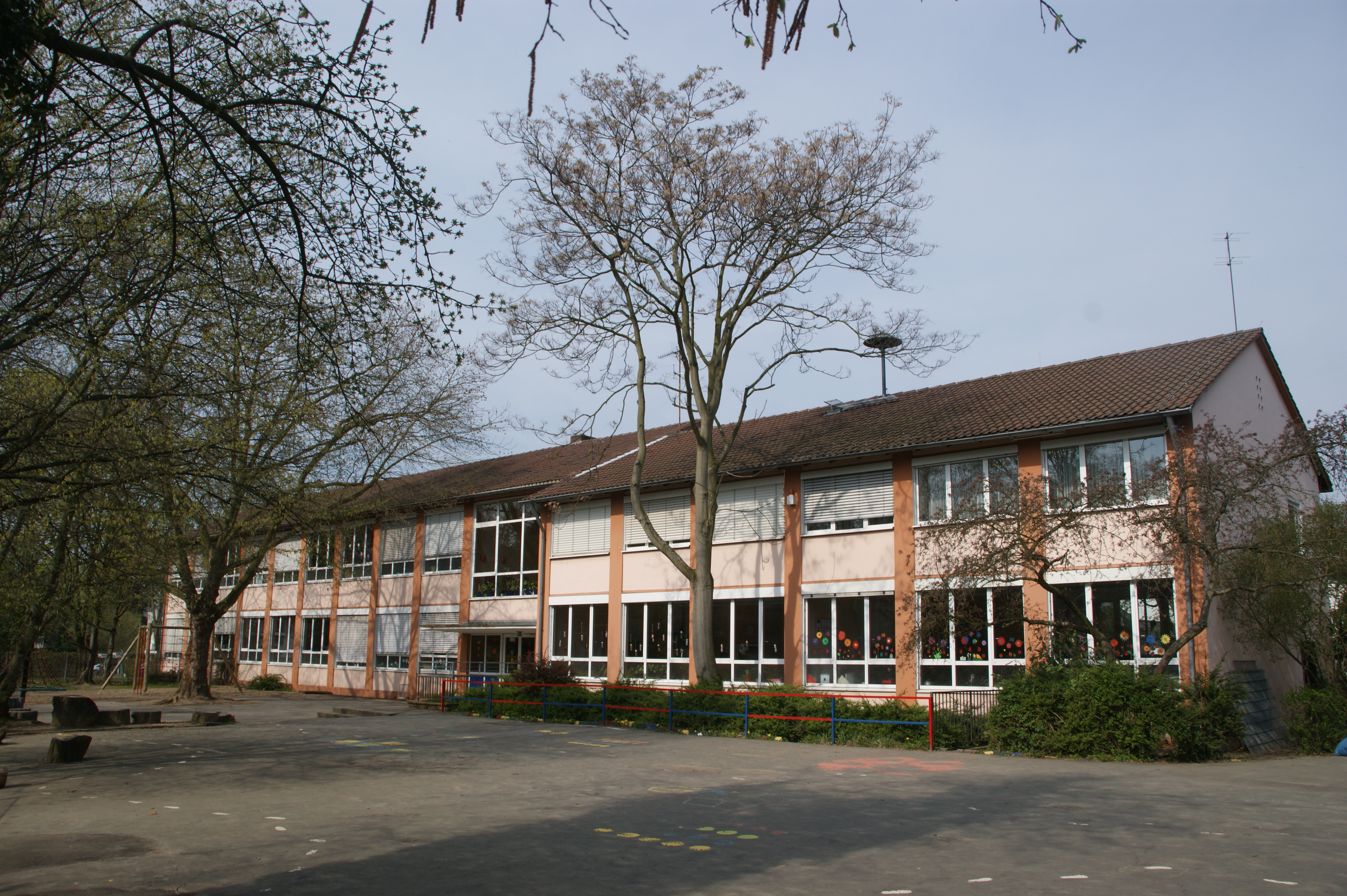
Johann-Lemmerz-Grundschule

Johann Lemmerz nel 1919 fonda assieme ai fratelli Franz e Simon a Königswinter la Lemmerz-Werk GmbH, produttrice di cerchioni. Nel 1924 fornisce i cerchioni a disco per la Opel Laubfrosch. La guida della società nel 1935 passa nelle mani del figlio Paul Lemmerz. Nel 1997 avviene la fusione con la americana Hayes Wheels International creando la Hayes Lemmerz, la più grande al mondo nella produzione di cerchioni e dal 2012 viene acquisita dalla Iochpe-Maxion creando al Maxion Wheels.

## Onorificenze
Johann Lemmerz dal 1950 è cittadino onorario della città di Königswinter. La scuola elementare della città vecchia porta il suo nome.